# Denis Mukwege

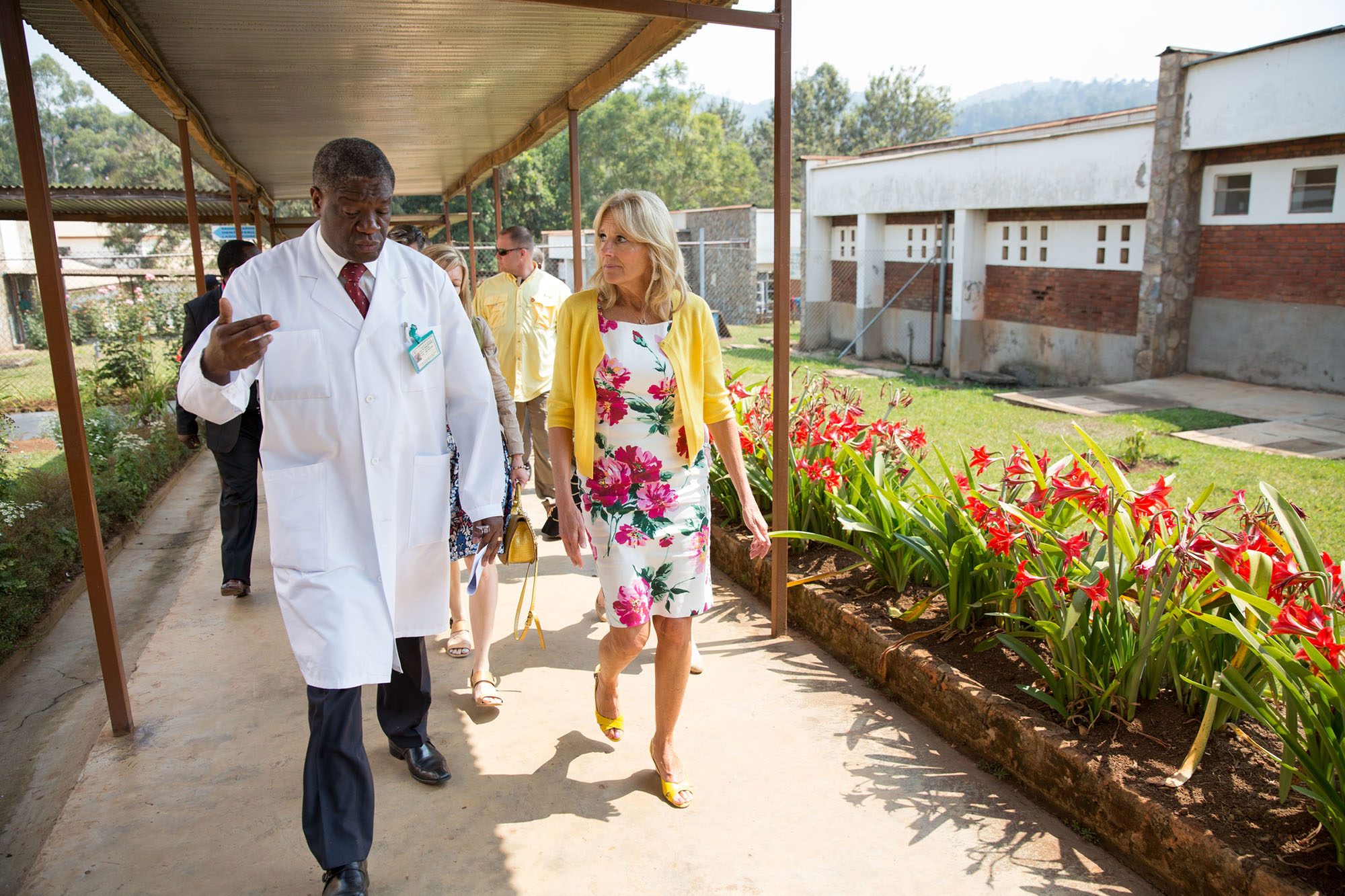
Denis Mukwege i Jill Biden (2014)

Denis Mukwege (ur. 1 marca 1955 w Costermansville) – kongijski ginekolog, działacz społeczny i pastor zielonoświątkowy, laureat wielu nagród pokojowych, w tym Pokojowej Nagrody Nobla (2018).

## Życiorys
Urodził się w 1955 jako trzecie z dziewięciorga dzieci. Studiował w Zairze (ówczesna nazwa Demokratycznej Republiki Konga), Francji i Belgii.
Jest dyrektorem medycznym Szpitala Panzi w Bukavu we wschodniej części Demokratycznej Republiki Konga. Jako ginekolog specjalizuje się w leczeniu ofiar gwałtów zbiorowych, które rozpowszechniły się w czasie II wojny domowej w Kongu, szacuje się, że około 200 000 kobiet padło ofiarami gwałtów w tym kraju. Szpital jest największym ośrodkiem pomagającym ofiarom gwałtów w Kongu, udzielił pomocy około 50 000 ofiarom przemocy seksualnej. Oprócz pomocy medycznej szpital udziela także pomocy psychologicznej, prawnej i prowadzi działalność edukacyjną.
W 2012 uzbrojeni bojownicy napadli na jego dom i próbowali go zabić, w strzelaninie zginął jego ochroniarz. Po ataku wyjechał do Europy, powrócił do Konga na początku 2013, mieszka w szpitalu pod stałą ochroną żołnierzy kontyngentu ONZ.
Jest laureatem m.in. przyznanej mu w 2008 Nagrody Praw Człowieka ONZ. W grudniu 2013 został laureatem Right Livelihood Award, przyznanej mu „za pełną odwagi pracę na rzecz kobiet, które doświadczyły wojennej przemocy seksualnej i za odważne mówienie o głębokich przyczynach tej przemocy”. W 2013 i ponownie 2014 wymieniany jako kandydat do Pokojowej Nagrody Nobla. 21 października 2014 został uhonorowany Nagrodą Sacharowa. W 2018 został odznaczony Pokojową Nagrodą Nobla razem z Nadią Murad „za wysiłki mające na celu zaprzestanie używania przemocy seksualnej jako narzędzia wojny i konfliktów zbrojnych”.
Jest bohaterem nakręconego w 2015 filmu dokumentalnego „Mężczyzna, który naprawia kobiety: gniew Hipokratesa”.
Oprócz swojej pracy chirurga, pełni funkcję pastora w kościele zielonoświątkowym, w Bukavu. 